# Club Voleibol Puerto Real
Il Club Voleibol Puerto Real è una società pallavolistica maschile spagnola, con sede a Puerto Real, in provincia di Cadice.

## Storia della società
Fondato nel 1983 all'interno del club cittadino Baloncesto Las Canteras, se ne distaccò nel 2004, per cominciare poi una rapida ascesa verso le categorie professionistiche spagnole.
Avendo vinto nel 2009 la Superliga 2, il club andaluso milita oggi per la prima volta in Superliga, massima categoria della pallavolo spagnola.